# Goldbach (Bode)

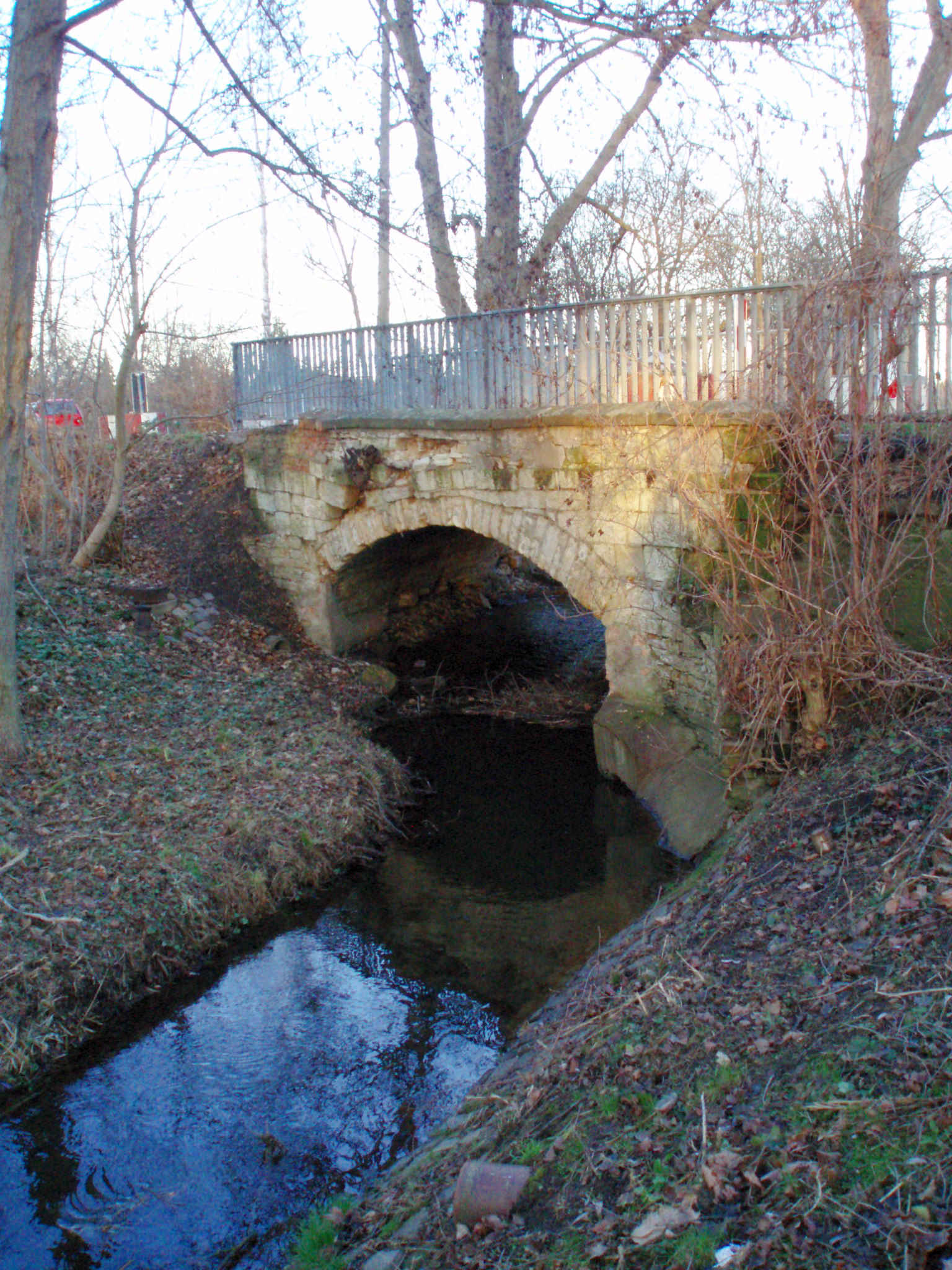
Historische Brücke über den Goldbach unweit der ehemaligen Ausflugsgaststätte „Wartburg“ bei Halberstadt

Der Goldbach ist ein etwa 34 Kilometer langer, linker Zufluss der Bode, der im Harz entspringt und nach rund 20 Kilometern nördlich des Gebirgsrandes mündet.

## Verlauf
Der Goldbach entspringt in der Nähe von Elbingerode auf annähernd 516 m ü. NHN am Osthang des Hartenberges. Bei der Mönchenmühle am Nordrand von Blankenburg trifft er auf 213,6 m ü. NHN den vom Eggeröder Brunnen kommenden Klostergrundbach, der in manchen Karten schon Goldbach genannt wird und sich kurz vorher gegabelt hat. Der nördlich Arm ist sein Hauptarm, der südliche vereinigt sich mit dem unter dem Kloster Michaelstein vorbeifließenden Silberborn. Manche Autoren sehen im Eggeröder Brunnen die eigentliche Quelle des Goldbachs.
An der Mönchenmühle beginnt zweifelsfrei der Name Goldbach. Beim Verlassen des Harzes macht der Bach noch eine S-Kurve zum Pfeifenkrug. Bei Langenstein fließt er hart am Fuß des Hoppelberges entlang. Am Fuß der Spiegelsberge fließt er durch den südlichen Stadtrand von Halberstadt. Im südöstlich benachbarten Harsleben fließt er durch den alten Ortskern. Anschließend ist er in das Entwässerungsnetz der Ackerflächen zwischen Halberstadt und Wegeleben eingebunden. nach begradigter Führung durch das Dorf erreicht er die Bode zwischen Wegeleben und dessen Ortsteil Adersleben, 34 Kilometer nach der Quelle am Hartenberg und ungefähr 26 Kilometer nach der Mönchenmühle.

## Historische Bezüge
Am Quellgebiet lag früher ein von Kaiser Otto I. urkundlich als Egininkisrod nachgewiesener Ort. Dieser war als Engerode ein bedeutender Hüttenort im Mittelalter. Nach dem Auslaufen der Bergbauphase fiel der Ort wüst. In jüngerer Zeit wurde der Ort als Ferienhaus-Waldsiedlung wiederbelebt. 1946 wurde die Siedlung, zu Ehren von Heinrich Jasper in Jasperode umbenannt. Dieser Name wird seit 1990 nicht mehr offiziell verwendet, ist aber noch der Name einer der Straßen in dieser Siedlung.

## Umwelt
Im Frühjahr entwickelt sich der Goldbach im Oberlauf stellenweise zu einem reißenden Schmelzwasserbach.
Sein Oberlauf gilt als naturnah. Hier leben zahlreiche bedrohte Tierarten, wie zum Beispiel die Bachforelle und kleine Schalentiere. Der Oberlauf des Bachs wird von Allium ursinum (Weißblühender Bärlauch) gesäumt. Im renaturierten Bereich wurden inzwischen unter anderem Schwarzstorch, Weißstorch, Gebänderte Prachtlibelle und diverse Amphibienarten beobachtet.

## Renaturierung
Im Zuge des Neubaus der Bundesstraße 6n erfolgten an den gequerten Bächen Ecker, Harsleber Bach, Hennbach und Goldbach umfangreiche Renaturierungsmaßnahmen, wobei auch am Rammelsbach mit Nonnenbachsmündung, Schneibecke, Holtemme und Stimmecke die vorhandenen Gewässerrandstreifen verbessert oder neu geschaffen wurden.
Im Übergang vom Harz zum Harzvorland, zwischen Blankenburg (Harz) und Langenstein, ist der Goldbach seit Abschluss der Maßnahmen im Jahr 2010 wieder von der Quelle bis zur Mündung ein ökologisch durchgängiges Fließgewässer.
Im Bereich des Goldbachs wurden 1.461 Meter neuer Flusslauf geschaffen. Dafür wurde der auf dem Damm verlaufende Abschnitt aufgegeben und teilweise verfüllt.

## Quellbäche
- Teufelsbach (hydrografischer Oberlauf, links, GKZ: 568521)
- Mönchsgrundbach (fakultativ namentlicher Oberlauf, rechts oder Mitte, GKZ: 568522)

## Zuflüsse
- Silberborn (mit rechtem Arm des Mönchsgrundbachs, evtl. dritter Quellbach, GKZ: 568524)
- Molkegraben (rechts)
- Sauteichsgraben (links)

## Abflüsse
- Neuer Graben (links)
- Buschgraben (links)